# 考弗奈姆
考弗奈姆（法語：Kauffenheim，法語發音：[kaufənaim]）是法国下莱茵省的一个市镇，属于阿格诺-维桑堡区。

## 地理
考弗奈姆（48°51'9"N, 8°1'41"E）面积2.24 平方千米，位于法国大東部大區下莱茵省，该省份为法国大陆部分最东部的省份，是阿尔萨斯的一部分，今与上莱茵省组成了阿尔萨斯欧洲集体，其南至上莱茵省，西南接孚日省和默尔特-摩泽尔省，西接摩泽尔省，北与德国接壤。
与考弗奈姆接壤的市镇（或旧市镇、城区）包括：勒伊特奈姆、福斯特费尔德、罗珀奈姆。
考弗奈姆的时区为UTC+01:00、UTC+02:00（夏令时）。

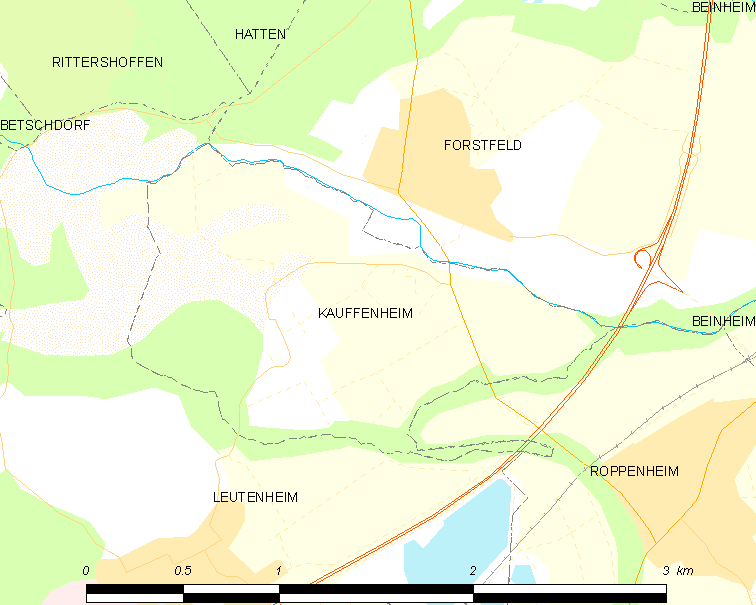
考弗奈姆的OSM定位图

## 行政
考弗奈姆的邮政编码为67480，INSEE市镇编码为67231。

## 政治
考弗奈姆所属的省级选区为比什维莱尔县。

## 人口

1962-2008年间考弗奈姆人口变化图示

考弗奈姆于2022年1月1日时的人口数量为219人。